# Ладлоу (Кентаки)
Ладлоу (енгл. Ludlow) град је у америчкој савезној држави Кентаки.

## Демографија
По попису из 2010. године број становника је 4.407, што је 2 (0,0%) становника мање него 2000. године.
| Група             | 2000.         | 2010.         |
| Белци             | 4.317 (97,9%) | 4.221 (95,8%) |
| Афроамериканци    | 17 (0,4%)     | 45 (1,0%)     |
| Азијати           | 6 (0,1%)      | 8 (0,2%)      |
| Хиспаноамериканци | 33 (0,7%)     | 79 (1,8%)     |
| Укупно            | 4.409         | 4.407         |